# Scottish Open 1973
Die Scottish Open 1973 im Badminton fanden vom 19. bis zum 20. Januar 1973 in Edinburgh statt.

## Austragungsort
- Meadowbank Sports Centre, Edinburgh

## Medaillengewinner
| Disziplin    | Gold                         | Silber                        | Bronze                           |
| ------------ | ---------------------------- | ----------------------------- | -------------------------------- |
| Herreneinzel | Colin Beacom                 | Nicol McCloy                  | David Hutchinson                 |
| Herreneinzel | Colin Beacom                 | Nicol McCloy                  | William Kidd                     |
| Dameneinzel  | Joanna Flockhart             | Nora Gardner                  | Barbara Beckett                  |
| Dameneinzel  | Joanna Flockhart             | Nora Gardner                  | Deirdre Tyghe                    |
| Herrendoppel | Jim Ansari John Britton      | Peter J. Smith Clive Kirk     | Robert McCoig Fraser Gow         |
| Herrendoppel | Jim Ansari John Britton      | Peter J. Smith Clive Kirk     | Nicol McCloy Ian Hume            |
| Damendoppel  | Nora Gardner Barbara Giles   | Deirdre Tyghe Barbara Beckett | Joanna Flockhart Helen Kelly     |
| Damendoppel  | Nora Gardner Barbara Giles   | Deirdre Tyghe Barbara Beckett | Christine Stewart Anne Johnstone |
| Mixed        | Fraser Gow Christine Stewart | John Marshall Helen Kelly     | Clive Kirk Nora Gardner          |
| Mixed        | Fraser Gow Christine Stewart | John Marshall Helen Kelly     | Peter J. Smith Barbara Giles     |

## Finalresultate
| Disziplin    | Sieger                       | Finalist                      | Ergebnis            |
| ------------ | ---------------------------- | ----------------------------- | ------------------- |
| Herreneinzel | Colin Beacom                 | Nicol McCloy                  | 18–16, 9–15, 15–9   |
| Dameneinzel  | Joanna Flockhart             | Nora Gardner                  | 11–6, 12–10         |
| Herrendoppel | Jim Ansari John Britton      | Peter J. Smith Clive Kirk     | 15–10, 15–2         |
| Damendoppel  | Nora Gardner Barbara Giles   | Deirdre Tyghe Barbara Beckett | 15–12, 11–15, 18–17 |
| Mixed        | Fraser Gow Christine Stewart | John Marshall Helen Kelly     | 15–13, 15–7         |